# Evangelische Kirche Rainrod (Schwalmtal)

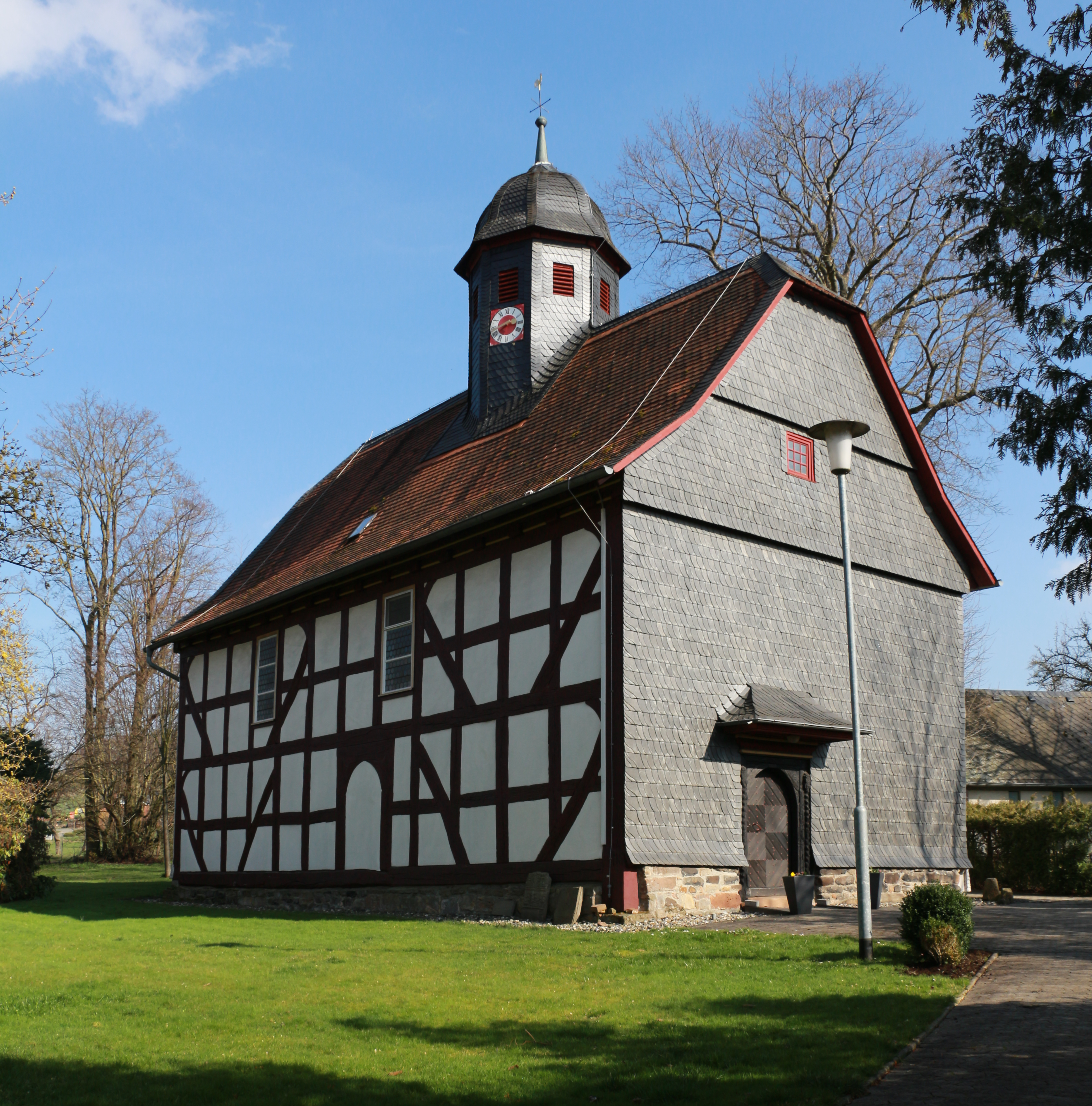
Evangelische Kirche Rainrod (Schwalmtal)

Die evangelische Kirche Rainrod ist ein denkmalgeschütztes Kirchengebäude, das in Rainrod steht, einem Ortsteil der Gemeinde Schwalmtal im Vogelsbergkreis (Hessen). Die Kirche gehört zur Kirchengemeinde Brauerschwend im Dekanat Vogelsberg der Propstei Oberhessen der Evangelischen Kirche in Hessen und Nassau.

## Beschreibung
Die Fachwerkkirche in Ständerbauweise wurde 1669–73 gebaut. Ihre Wände sind zum Teil verschiefert. Aus dem Krüppelwalmdach des Kirchenschiffs erhebt sich ein sechseckiger, schiefergedeckter, mit einer glockenförmigen Haube bedeckter Dachreiter, der die Turmuhr und hinter den Klangarkaden den Glockenstuhl beherbergt. Der Innenraum ist mit einer Flachdecke überspannt, die längst auf einem Unterzug ruht, der in der Mitte von einer Stütze und dem freistehenden hölzernen Chorbogen getragen wird. Die Emporen wurden 1729 eingebaut.